# Thimlich Ohinga
Thimlich Ohinga là quần thể di tích được xây dựng bằng đá nằm tại Migori thuộc tỉnh Nyanza cũ, Kenya. Quần thể bao gồm 138 địa điểm với tổng cộng 521 công trình bằng đá xây dựng xung quanh hồ Victoria. Bao bọc xung quanh là những bức tường đá có độ dày khác nhau từ 1-3 mét và cao từ 1-4,2 mét. Các cấu trúc được xây dựng từ các khối đá và đá xếp ngay ngắn mà không cần dùng đến vữa với tuổi đời được cho là đã 550 năm. Cái tên này xuất phát trong phương ngữ Luo, "Thimlich" có nghĩa là khu "rừng rậm đáng sợ" và "Ohinga" có nghĩa là "pháo đài lớn".

## Kiến trúc
Thimlich Ohinga có kiến trúc của Đại Zimbabwe nằm cách nó 3.600 km về phía nam ở Zimbabwe, mặc dù nó có kích thước nhỏ hơn. Một điểm khác biệt nữa là kiến trúc Đại Zimbabwe được xây dựng bằng những viên đá có hình dạng nhưng cũng giống như Thimlich Ohinga dường như tránh sử dụng vữa. Thimlich Ohinga là ví dụ về kiến trúc phòng thủ thảo nguyên cuối cùng đã trở thành một phong cách truyền thống ở nhiều vùng khác nhau của Đông và Nam Phi. Nó mô tả các nhà ở truyền thống được xây dựng bằng đá và một hệ thống kiểm soát tập trung đã trở nên phổ biến ở khu vực hồ Victoria. Các hình thức sau này của kiến trúc tường đá có thể được nhìn thấy tại một số ngôi nhà truyền thống ở Tây và Tây Nam Kenya.
Lịch sử truyền miệng cho thấy Thimlich Ohinga được người dân lúc đó xây dựng để chống lại tộc người ở khu vực Kadem, Kanyamwa, cũng như từ các nhóm dân tộc lân cận tới từ Tanzania ngày nay. Vì những lý do chưa được biết đến mà nó đã bị bỏ rơi. Theo thời gian, các cộng đồng dân cư khác đã tới khu vực này trong khoảng thời gian từ thế kỷ 15 đến 19 và những họ đã sống trong quần thể đá này, duy trì bằng cách sửa chữa và thay đổi cấu trúc. Ngoài việc là một pháo đài phòng thủ, thì đây còn là một trung tâm kinh tế, tôn giáo và xã hội. Nghiên cứu khảo cổ học được thực hiện bởi Bảo tàng quốc gia Kenya đã tiết lộ việc sản xuất hàng hóa tại đây như đồ gốm, đồng thời cũng phát hiện được nhiều xương người và động vật.
Bên trong cấu trúc là các phần nhỏ hơn, nơi mà có các hoạt động sinh hoạt thường ngày của con người như nghiền hạt, sân chơi, chuồng trại chăn nuôi, khu vườn. Lối vào được làm nhỏ hẹp để hạn chế kẻ xâm nhập và cũng dễ dàng bị triệt hạ bởi những người bảo vệ trong tháp canh gần lối vào. Từ tháp canh cũng có thể dễ dàng bao quát gần như toàn bộ cấu trúc.